# コマンド部隊

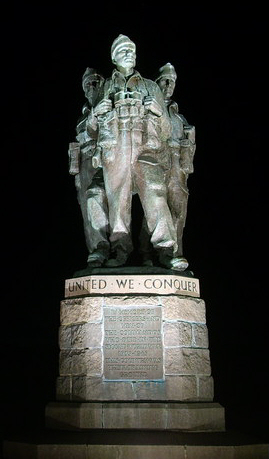
1952年にスコットランドに建造された記念碑。第二次世界大戦中に活動したブリティッシュ・コマンドスに捧げられた

コマンド部隊（コマンドぶたい）、コマンド、あるいはコマンドー、またはコマンドウ（英語およびフランス語：Commando、ドイツ語：Kommando）は、軍隊における特殊部隊・精鋭部隊の名称としてしばしば使われる用語である。なお、部隊名称や組織名の用語としてしばしば用いられるCommandの和訳としてのコマンドとは意味が異なる。部隊編成上のコマンドについては、コマンド (部隊編成)を参照。

## 概要
「コマンド部隊」という言葉に明確な定義はないが、その名称の起源となったブリティッシュ・コマンドスに倣い、奇襲や後方撹乱、偵察などを目的に、比較的小規模な戦力を運用する特殊部隊を指すことが多い。
アメリカ合衆国旧陸軍省が1942年に作成したブリティッシュ・コマンドスに関する資料では、その一次的任務について「襲撃（raids）を実施することであり、またその為に厳しい特別の訓練を受けること」として、襲撃のためには小規模な偵察隊からより多人数の部隊まで、様々な規模の編成が行われるとしている。また、ここで言う「襲撃」は、敵施設の破壊や情報の確保を目的とする行動である。二次的任務については「1．上陸部隊を援護する為、精鋭部隊または突撃歩兵として橋頭堡を確保・維持すること、2．各種作戦の為に特別訓練された能力を発揮すること」としている。

### 語源

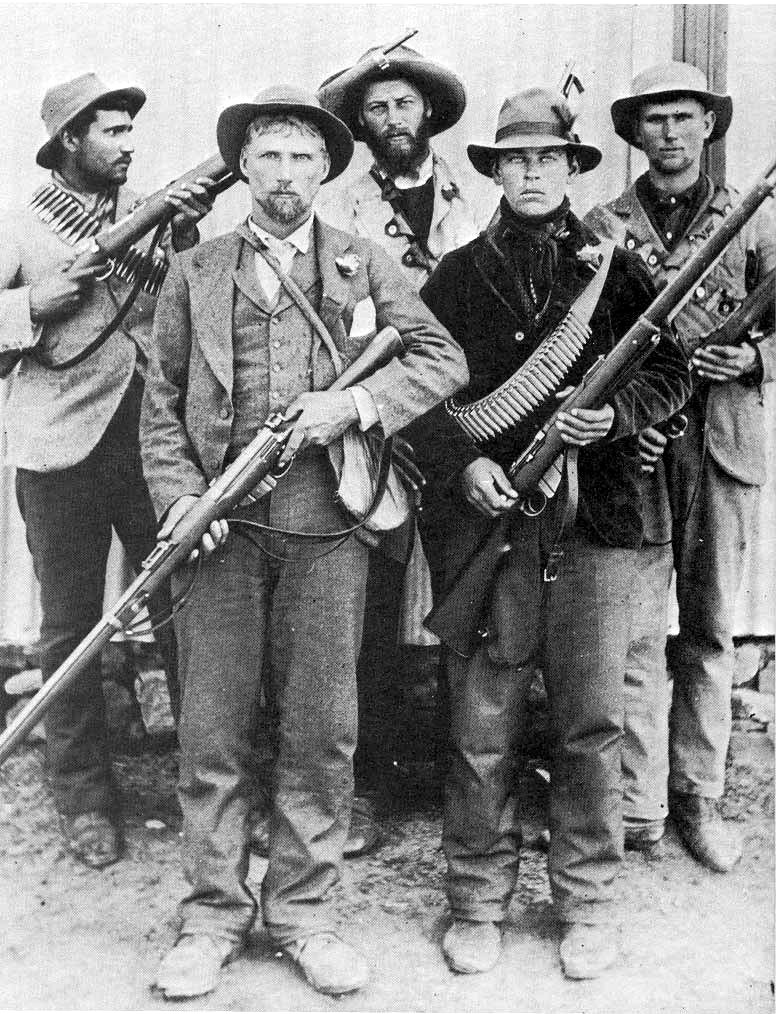
ボーア・コマンドーの兵士ら（1900年頃）

「コマンド」という言葉が特殊部隊という意味合いで使われたのは、第二次世界大戦中にイギリスのウィンストン・チャーチル首相が新設の特殊部隊をコマンドと命名した事が始まりである（ブリティッシュ・コマンドス）。
かつて、従軍記者としてボーア戦争に参加したチャーチルは、ボーア軍の捕虜となったが、その際にコマンド（Commando）と呼ばれるボーア軍の小規模な義勇騎兵部隊の活動を目の当たりにした。この部隊は土地勘を活かし、イギリス軍に対してヒット・エンド・ラン戦法で奇襲攻撃を行っていた。やがて、チャーチルはこうした特殊部隊および特殊作戦に強い関心を抱くようになり、自らが創設に携わった新たな特殊部隊に「コマンド」の名前を用いたのである。また、特殊部隊の発案者であるダドリー・クラーク陸軍中佐が南アフリカ出身であったことも一因である。
ボーア軍コマンドの語源を辿れば、オランダ植民地支配下の南部アフリカ語（アフリカーンス語）で、部族対立の際に部族の中でコマンド・指揮つまり、指揮系統における一部隊を結成したことに由来する。欧米語において、コマンドとは一部隊の名称でもある。第二次ボーア戦争当時の1900年において、ボーア軍が動員した75,000人のオランダ系白人コマンドがゲリラ戦により、イギリス軍450,000人を効果的に引き付けたとされている。
コマンドの派生語として、ズボンの下に何もはいていない状態（ノーパン）を指すスラングとして"Going commando"または単に"commando"が使われることがある（主として米英加）。語源には諸説あるが、一説としてアメリカのコマンド部隊で洗濯の手間を省くためパンツをはかない習慣が広まったことから言われるようになったとされる。

## 成立と発展

### イギリス
コマンドの名を冠された特殊部隊が初めて創設されたのは、1940年のイギリスだった。当時のイギリスは、フランスに侵攻したドイツ軍と対決すべく欧州大陸に派兵をしていたのだが、電撃戦によって大敗北を喫し、ダンケルクの戦いによってかろうじて兵員をイギリス本土に撤収させるのが精一杯という有様だった。
このような記録的敗北は受け入れがたいもので、イギリス陸軍は一時的に茫然自失の状態となった。そこで、当時イギリス陸軍参謀総長、ジョン・ディル大将の副官だったダドリー・クラーク中佐は、ドイツ軍に対抗すべくゲリラ戦を展開する部隊を構想した。
クラーク中佐がこのタイプの部隊創設を思いついたのは、ダンケルクの撤退によって多くの兵器類を大陸に破棄せざるを得なかったからである。つまり、武器がない状態では圧倒的優位を誇るドイツ軍を正面から撃破することは不可能で、代役として携帯火器のみを装備したゲリラ部隊による奇襲戦以外の選択肢がなかったのだ。
クラークがこのアイデアを思いついたのは、ダンケルク撤退戦の最終日に当たる1940年6月4日で、上司のディル大将には翌日の6月5日に計画案を提出した。ディル大将は、更に翌日の6月6日に、当時イギリスの首相だったウィンストン・チャーチルに計画案を提出し、6月8日にはクラーク中佐に計画案の承認が伝えられた。驚くべきことに、コマンド部隊の創設はたったの4日間で決定されたことになる。
チャーチルからの条件は、イギリス本土をドイツ軍から防衛する部隊は使用できないことと、同様の理由から火器類の装備は最低限で済ませることの2点のみだったと言われている。チャーチル自身が書き残したメモによると、この部隊の兵員は志願兵を選抜して編成され、トンプソン・サブマシンガンや手榴弾で武装され、オートバイや装甲車で移動するとされている。
この新しい部隊には、ボーア戦争時代に活躍したボーア軍の呼称だったコマンドが冠されることになったが、実際の部隊編成は18世紀に活躍したレンジャーを手本にしたとされる。このため、コマンドは志願兵選抜制で、3人の将校に47人の下士官と兵士で1個部隊が編成されるという、当時のイギリス軍としては極めて異質なものとなった。
こうして速成で編成されたコマンド部隊は、1940年の6月23日から翌日にかけて、初めての作戦を実施した。フランス北部のブローニュ地区に奇襲上陸作戦を行ったのである。しかし、死傷者こそいなかったものの、その成果は見るべきものが無く、チャーチルからの不興を買った。
最初の作戦が不首尾に終わった後、コマンド部隊は長期間かけて再編成されることになった。2回目の作戦が実施されたのは1941年2月21日で、目標はノルウェーのロフォーテン諸島だった。奇襲は成功し、作戦を撮影した映像がイギリスで公開され、大きな宣伝効果を生んだ。当時のイギリス軍はドイツ軍に対して全く良いところがなかったので、このような小規模部隊による奇襲攻撃の成功が戦意高揚に利用されたのである。

### フランス
フランスは、ドイツ占領下の1942年ノルマンディー上陸作戦に、自由フランス軍から編成された部隊が参加、後に海軍コマンドの基礎となる。現代ではDGSE、GCMCなどと合同作戦を展開するコマンドー・ユベルを含む7つのコマンド部隊で構成される。また陸軍においても、1960年代に落下傘師団の各連隊に空挺コマンドーが編入され、それらは空挺コマンドーグループを構成する。

### アメリカ
アメリカは、イギリスに触発され陸軍レンジャーや「悪魔の旅団」（Devil's Brigade）の異名で知られる第1特殊任務部隊を創設する。陸軍レンジャーは、イギリス軍のコマンド特殊訓練施設で訓練を受け、初陣もイギリス軍コマンドの指揮下で活動した。第1特殊任務部隊も、半数はイギリス軍式訓練を受けたイギリス連邦自治領カナダ軍将兵で構成された。

### その他の国
一方、ナチス・ドイツではコマンドに苦しみ、アドルフ・ヒトラーがコマンドを軍人ではなくテロリストとして即処刑するコマンド指令を発令する。一方で、国防軍情報部直属のブランデンブルクやオットー・スコルツェニー指揮下の第502SS猟兵大隊を創設するなど、特殊部隊にも力を入れた。
しかし、現地指揮官に事実上作戦の全権をゆだね、きわめて大きな自由裁量権を与えるコマンド部隊は、将兵に、というより国民すべてに絶対的な統制を敷き絶対的な服従を要求していた、そして、戦局の悪化と共にその傾向をさらに強めていたナチス・ドイツの国是そのものに反する存在であり、米英軍コマンド部隊ほどの独自の活躍は見られなかった。ブランデンブルクは、戦局の悪化と共に正規軍に編入されて消耗し、第502SS猟兵大隊も、アドルフ・ヒトラーの側近スコルツェニーの私兵程度の存在で終わった。
また、中華人民共和国やソ連といった他の全体主義国家においてもコマンド部隊の必要性は認識されていたが、やはり、その規模や活動は主に指揮統率面で制限され、有効な運用をされていない。
第二次世界大戦後、特にベトナム戦争以後は、少数の将兵からなる小さな戦闘単位の現地指揮官に大幅な自由裁量権を与える運用が一般化し、いわば「軍全体のコマンド部隊化」が進んでいる。また、各国でさらなる少数精鋭として特殊部隊や緊急展開部隊が編成されている。

## 各国のコマンド作戦

### イギリス（コマンド作戦）

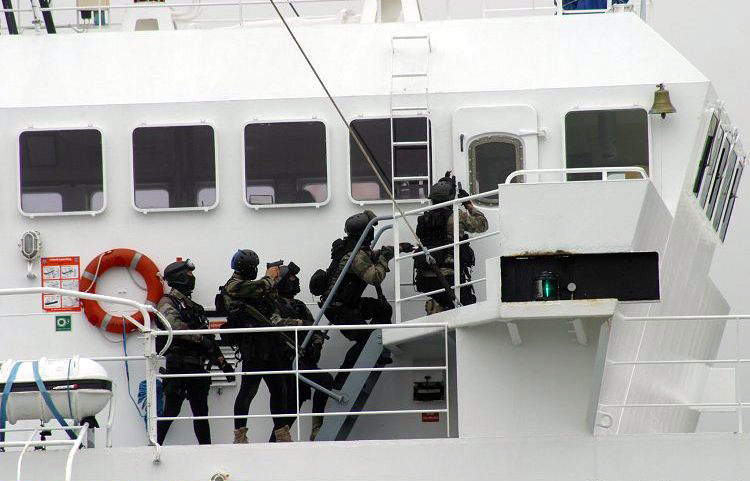
船内突入訓練を行うフランス海軍コマンド、コマンドー・ジョベール隊員（2011年撮影）

- イギリス軍に支援されたコマンド部隊によるノルウェーにおけるドイツの重水製造施設の破壊工作。
- イギリス連邦のオーストラリア軍・ニュージーランド軍・在豪イギリス軍が参加した「Zフォース（英語版）」は、主にシンガポール停泊中の日本船を少人数で襲撃して戦果を挙げ、1943年9月26日のジェイウィック作戦では7隻の日本船を沈めることに成功し、全員が無事帰還を果たしている。しかし、1944年10月10日に実施されたリマウ作戦では、停泊中の日本船3隻を沈めたところで参加したZフォースのメンバー23人中13人が射殺され、残る10名も翌年5月までに全員が逮捕されている。

### アメリカ（コマンド作戦）
- 1942年、アメリカ陸軍レンジャー部隊（英語版）による北アフリカ西部侵攻戦での支援。
- アメリカ海兵隊は、コマンド部隊としてレイダース（英語版）（Marine Raiders）なる部隊を編成し、潜水艦による島嶼襲撃であるマキン奇襲作戦（1942年8月）などを実行した。マキン奇襲では日本軍の守備隊を壊滅させて戦術的には成功を収めたが、暗号書の獲得などには失敗している。

### ドイツ
- ブランデンブルク部隊による後方攪乱。
- ハラルト・モルス率いる降下猟兵部隊によるベニート・ムッソリーニ救出作戦（グラン・サッソ襲撃）。
- オットー・スコルツェニー率いる第502SS猟兵大隊による特殊作戦。

### イタリア
- イタリア海軍コマンド部隊によるアレクサンドリア港攻撃。

### 日本
- 日本軍は陸軍中野学校において上記ボーア戦争を研究したが、「ボーア隊形」による少数精鋭部隊の行動として、あくまでも既存の浸透戦術の応用としての解釈にとどまり、通常の指揮系統から独立したコマンド部隊の設立には至らなかった。
- 1941年には関東軍隷下に長距離挺進破壊工作を目的として将校・下士官のみからなる300人未満の機動第2連隊を編成し、後に機動第1旅団に拡充するが、ソ連対日参戦に至るまで戦略予備として温存され、対中米英戦には参加していない。
- 日本軍が太平洋戦争で実施した作戦のうちコマンド部隊を用いた例としては、終戦間近の1945年5月25日、義烈空挺隊による米軍占領下の沖縄県読谷飛行場に九七式重爆撃機を胴体着陸させ、航空機39機を破壊し、航空燃料の焼却に成功した例がある。そのほか、南方各地で孤立した現地部隊が現場レベルで少数編成の「斬り込み隊」を編成し、コマンド部隊的な活動を行った例も多数ある。

### 補足
1. ↑  例えば日本政府では「コマンドー」という用語に確立した定義は無いとして、「ゲリラ・コマンドウ攻撃」については「ゲリラや特殊部隊による攻撃ともいう」と注記しているという[2]。